# سعوديون أفارقة
السعوديون الأفارقة هم شعب سعودي من أصل أفريقي أسود. السعوديون الأفارقة هم أكبر مجموعة أفريقية عربية. تنتشر في جميع أنحاء البلاد ولكنها توجد في الغالب في المدن الرئيسية في المملكة العربية السعودية. الأفرو سعوديون يتكلمون اللغة العربية ويلتزمون بالإسلام. تعود أصولهم إلى قرون مضت إلى المهاجرين المسلمين الأفارقة الذين استقروا في المملكة العربية السعودية، وإلى تجارة الرقيق العربية.

## تاريخ
كانت شبه الجزيرة العربية وإفريقيا على اتصال بدءًا من شبكات التبادل البركاني في الألفية السابعة قبل الميلاد. تم تعزيز هذه الشبكات مع ظهور السلالات المصرية في الألفية الرابعة قبل الميلاد. أشار العلماء إلى احتمال وجود مستوطنات في شبه الجزيرة العربية، من سكان القرن الأفريقي، في وقت مبكر من الألفية الثالثة والثانية قبل الميلاد.

## الحالة الاجتماعية
على عكس الأمريكتين في القرن التاسع عشر، سُمح للعبيد في الشرق الأوسط بامتلاك الأرض ولم يولد أطفالهم عمومًا في ظل العبودية. كما أن التحول إلى الإسلام منع المزيد من العبودية وأعطى الحرية. لعب لون البشرة دورًا مميزًا حتى بين العبيد. يشتكي العديد من النشطاء من الأفارقة السعوديين من عدم حصولهم على تمثيل إعلامي وعدم قدرتهم على إيجاد فرص لتحسين حالتهم الاجتماعية.